# FC Groningen in het seizoen 2010/11
Het seizoen 2010/2011 is het 29e seizoen in de Eredivisie in het bestaan van de Groningse voetbalclub FC Groningen. De Groningers zullen dit seizoen deelnemen aan de Eredivisie en de KNVB beker. In dit seizoen kwamen gemiddeld 21.978 toeschouwers naar de thuiswedstrijden in de Euroborg.

## Doelstellingen
FC Groningen heeft voor dit seizoen de volgende doelstellingen:
| Competitie | Beoogde resultaat              | Huidige resultaat | Halverwege seizoen | Behaalde resultaat              |
| ---------- | ------------------------------ | ----------------- | ------------------ | ------------------------------- |
| Eredivisie | Play-offs Europa League        | 5e plaats         | 3e plaats          | 5e plaats                       |
| KNVB beker | Geen doelstelling geformuleerd | Uitgeschakeld     | Kwartfinale        | Uitgeschakeld in de Kwartfinale |

## Man of the Match
Na elke wedstrijd in de eredivisie wordt de "Man of the Match" gekozen. Dit gebeurt op twee manieren:
- (EL): De televisiezender Eredivisie Live, die de wedstrijden rechtstreeks uitzendt, houdt een peiling onder de kijkers door hen de club en het rugnummer te laten sms'en. De speler die in een wedstrijd de meeste stemmen krijgt, wordt Man of the Match en ontvangt een fles champagne.
- (FCG): Op de website van FC Groningen kan na elke thuiswedstrijd worden gestemd voor de "C1000 Man of the Match". Ieder kan hier zijn stem uitbrengen. De speler met de meeste stemmen krijgt vervolgens 3 punten, de speler daaronder met de meeste stemmen krijgt 2 punten en de nummer 3 krijgt 1 punt. De speler met uiteindelijk de meeste punten krijgt tevens de titel "Speler van het jaar".

## Wedstrijden

### Afspraken

#### Aanvoerder
| Tijdstip         | Eerste aanvoerder | Reserve aanvoerder | Opmerkingen |
| ---------------- | ----------------- | ------------------ | --- |
| Oefenwedstrijden | Koen van de Laak  | Andreas Granqvist  | Andreas Granqvist eerste wedstrijden afwezig door interlandverplichtingen tijdens het WK 2010 Vervangend reserve aanvoerder: Shkodran Metaj |
| Eredivisie       | Andreas Granqvist | Koen van de Laak   | Vanaf de tweede wedstrijd, gedurende de eerste seizoenshelft                                                                                |
| Eredivisie       | Andreas Granqvist | Fredrik Stenman    | Koen van de Laak geblesseerd. Stenman reserve-aanvoerder in speelronde 22.                                                                  |
| KNVB beker       | Andreas Granqvist | n.v.t.             | Andreas Granqvist heeft alle minuten in de KNVB beker als aanvoerder gespeeld.                                                              |

#### Strafschoppen
| Tijdstip         | Eerste strafschopnemer | Reserve strafschopnemer | Opmerkingen                                                                               |
| ---------------- | ---------------------- | ----------------------- | ----------------------------------------------------------------------------------------- |
| Oefenwedstrijden | Andreas Granqvist      | Tim Keurntjes           | Koen van de Laak wanneer eerste en reserve strafschopnemer aanwezig zijn.                 |
| Eredivisie       | Andreas Granqvist      | Tim Matavž              | Granqvist nam 6 van de 7 strafschoppen                                                    |
| KNVB beker       | Andreas Granqvist      | Tim Matavž              | Alleen meerdere strafschopnemers nodig gehad bij de strafschoppenserie tegen ADO Den Haag |

### Oefenwedstrijden
|                                                                             |                                                                                      |                | | |  |
| 3 juli 2010                                                                 | RWE Eemsmond                                                                         | 0 - 9 (0 - 7)  | FC Groningen | Opstelling FC Groningen: |  |
| SV De Heracliden, Uithuizermeeden 1.400 toeschouwers Arbiter: Winter        |                                                                                      |                | 4', 32' Bacuna 8', 40' Tadić 15', 31' Pedersen 19' Kieftenbeld 51' Menting 53' Keurntjes                                           | Eerste helft: Nienhuis, Hiariej, Ivens, Lachman, Jansen, Kieftenbeld, van de Laak, Sparv, Bacuna, Tadić, Pedersen Tweede helft: Bakker, Kunst, Veldmate, Luís Pedro, Wagenaar, Werkman, Metaj, Post, García, Keurntjes, Menting                                                                                  |  |
|                                                                             |                                                                                      |                | | |  |
|                                                                             |                                                                                      |                | | |  |
| 8 juli 2010                                                                 | HZVV                                                                                 | 0 - 13 (0 - 6) | FC Groningen | Opstelling FC Groningen: |  |
| Sportpark Bentincksdijk, Hoogeveen 1.600 toeschouwers Arbiter: Boringa      |                                                                                      |                | 3' Tadić 4' v.d. Laak 5', 9', 37' Pedersen 41' Kieftenbeld 48', 82', 88' Menting 51' Keurntjes 59' García 67' Ajilore 78' Veldmate | Eerste helft: Nienhuis; Hiariej, Ivens, Granqvist, Stenman; Kieftenbeld, Sparv; van de Laak, Bacuna, Tadić; Pedersen Tweede helft: Bakker; Kunst, Lachman, Veldmate, Jannsen; Ajilore, Metaj; Post, García, Keurntjes; Menting                                                                                   |  |
|                                                                             |                                                                                      |                | | |  |
| 10 juli 2010                                                                | FC Groningen                                                                         | 2 - 3 (1 - 1)  | FC Midtjylland | Opstelling FC Groningen: |  |
| Haren 800 toeschouwers Arbiter: Haverkort                                   | Tadić 2' Keurntjes 67'                                                               |                | 30' Ilsø 77' Juelsgard 83' Igboun                                                                                                  | Eerste helft: Nienhuis; Hiariej, Ivens, Granqvist, Stenman; van de Laak, Ajilore, Sparv, Tadić, Bacuna; Pedersen Tweede helft: Bakker; Kunst, Lachman, Veldmate, Jansen; Rijsdijk, Kieftenbeld, Metaj, Keurntjes, García; Menting '58 Jansen Bacuna                                                              |  |
| - Vanwege het warme weer: Om de 15 minuten ingelaste drinkpauze             |                                                                                      |                | | |  |
|                                                                             |                                                                                      |                | | |  |
|                                                                             |                                                                                      |                | | |  |
| 13 juli 2010                                                                | FC Groningen                                                                         | 4 - 0 (2 - 0)  | FC Dordrecht | Opstelling FC Groningen: |  |
| Harkstede 1.300 toeschouwers Arbiter: Kamphuis                              | García 20', 48' Nienhuis 23' Granqvist 36' (pen.) v.d. Laak 42' Keurntjes 84' (pen.) |                | | Eerste helft: Nienhuis; Kieftenbeld, Ivens, Granqvist, Stenman; Ajilore, Sparv; van de Laak, García, Tadić; Pedersen '53 Granqvist Veldmate De opstelling na 60 minuten: Nienhuis; Kunst, Lachman, Veldmate, Jansen; Hiariej, Metaj; Rijsdijk, Post, Keurntjes; Menting                                          |  |
|                                                                             |                                                                                      |                | | |  |
| 16 juli 2010                                                                | Vitoria Guimaraes                                                                    | 4 - 2 (2 - 1)  | FC Groningen | Opstelling FC Groningen: |  |
| Guimarães 4.000 toeschouwers Arbiter: Ferreira                              | Edgar Alves 28' Edson 36' William 78' (pen.) William 88'                             |                | 6' (e.d.) Moreno 12' Granqvist 21' Kieftenbeld 77' Post 53' Metaj                                                                  | Eerste helft: Nienhuis; Kieftenbeld, Ivens, Granqvist, Stenman ; Ajilore, Sparv; van de Laak, García, Tadić; Pedersen Tweede helft: Nienhuis; Kunst, Ivens, Veldmate, Jansen; Hiariej, Metaj; Rijsdijk, Post, Keurntjes; Menting                                                                                 |  |
| - Uitslag afsluitende strafschopreeks: 3-4                                  |                                                                                      |                | | |  |
|                                                                             |                                                                                      |                | | |  |
|                                                                             |                                                                                      |                | | |  |
| 17 juli 2010                                                                | Benfica                                                                              | 3 - 3 (1 - 1)  | FC Groningen | Opstelling FC Groningen: |  |
| Guimarães 4.000 toeschouwers Arbiter: Costa                                 | Kardec 6' Martins 58' Gomes 78'                                                      |                | 3' Pedersen 75' Metaj 90' Stenman                                                                                                  | Nienhuis; Hiariej, Ivens, Granqvist, Stenman; Kieftenbeld, Metaj; van de Laak, García, Tadić; Pedersen '46 Kieftenbeld Kunst '46 van de Laak Post '63 Pedersen Menting '72 García Rijsdijk '72 Granqvist Veldmate                                                                                                |  |
| - Uitslag afsluitende strafschopreeks: 3-4                                  |                                                                                      |                | | |  |
|                                                                             |                                                                                      |                | | |  |
| 24 juli 2010                                                                | FC Groningen                                                                         | 1 - 2 (1 - 1)  | BV Veendam | Opstelling FC Groningen: |  |
| Sappemeer 1.721 toeschouwers Arbiter: van der Scheer                        | Enevoldsen 31' Granqvist Kieftenbeld Metaj                                           |                | 29' Loohuis 59' de Leeuw | Luciano; Hiariej, Ivens, Granqvist, Stenman; Kieftenbeld, García, Metaj; Enevoldsen, Pedersen, Tadić Wissels FC Groningen: '46 Stenman Jansen '46 Enevoldsen Matavž '61 Luciano Nienhuis '72 Hiariej Kunst '72 Ivens Lachman '72 García Rijsdijk '77 Pedersen Menting '77 Granqvist Veldmate '77 Tadić Keurntjes |  |
|                                                                             |                                                                                      |                | | |  |
| 27 juli 2010                                                                | FC Groningen                                                                         | 2 - 1 (1 - 0)  | FC Volendam | Opstelling FC Groningen: |  |
| Aduard 2.225 toeschouwers Arbiter: Kamphuis                                 | Granqvist 33' (pen.) Pedersen 62'                                                    |                | 38', 90' Sterk 78' Van der Werff                                                                                                   | Luciano; Hiariej, Ivens, Granqvist, Metaj; Kieftenbeld, Bacuna, Sparv; Enevoldsen, Pedersen, Tadić Wissels FC Groningen: '46 Bacuna van de Laak '68 Enevoldsen García '68 Pedersen Matavž '78 Sparv Jansen |  |
|                                                                             |                                                                                      |                | | |  |
| 31 juli 2010                                                                | SC Rot-Weiß                                                                          | 0 - 4 (0 - 1)  | FC Groningen | Opstelling FC Groningen: |  |
| Oberhausen 2.158 toeschouwers Arbiter: Thielert                             |                                                                                      |                | 15' Pedersen 63', 86' Bacuna 90' (pen.) Granqvist                                                                                  | Luciano; Hiariej, Ivens, Granqvist, Stenman; Kieftenbeld, van de Laak, Sparv; Enevoldsen, Pedersen, Tadić Wissels FC Groningen: '46 Hiariej Ajilore '46 Enevoldsen Bacuna '72 van de Laak Matavž '72 Sparv Metaj                                                                                                 |  |
|                                                                             |                                                                                      |                | | |  |
| 5 september 2010                                                            | KV Mechelen                                                                          | 2 - 3 (0 - 3)  | FC Groningen | Opstelling FC Groningen: |  |
| Mechelen 2.000 toeschouwers                                                 | Diabang 47' Wilmet 68'                                                               |                | 19' García 25' Ivens 28' (pen.) Van de Laak 90' Hiariej                                                                            | Luciano; Kieftenbeld, Ivens, Veldmate, Stenman, Hiariej, Metaj; Bacuna, van de Laak; Andersson, García Wissels FC Groningen: '46 Luciano van Loo '46 Andersson Keurntjes '74 Kieftenbeld Kunst '74 Ivens Lachman '83 Bacuna Mamedov '83 García Bossman                                                           |  |
| - Wedstrijd in interland periode Bijzonderheden: - Rentree Petter Andersson |                                                                                      |                | | |  |
|                                                                             |                                                                                      |                | | |  |
| 8 oktober 2010                                                              | VfL Osnabrück                                                                        | 1 - 0 (1 - 0)  | FC Groningen | Opstelling FC Groningen: |  |
| Lohne 250 toeschouwers                                                      | Andersen 15'                                                                         |                | | van Loo; Kunst, Ivens, Veldmate, Stenman; Holla, Metaj; van de Laak, Andersson, Enevoldsen; García. Wissels FC Groningen: '46 Ivens Lachman '46 Stenman Kieftenbeld '63 Kunst Tadić '77 Holla Post '88 Andersson Mamedov Rest bank: Luciano                                                                      |  |
| - Wedstrijd in interland periode Bijzonderheden: - Rentree Danny Holla      |                                                                                      |                | | |  |
|                                                                             |                                                                                      |                | | |  |
| 12 januari 2011                                                             | CD Marino                                                                            | 1 - 4 (0 - 4)  | FC Groningen | Opstelling FC Groningen: |  |
| Estadio de Las Americas, Luanco                                             | Jordan 84' (pen.)                                                                    |                | 10' (pen.), 45' Granqvist 15' Matavž 24' Enevoldsen                                                                                | van Loo; Kieftenbeld, Ivens, Granqvist, Metaj; Holla, Ajilore, Hiariej; Enevoldsen, Matavž, Tadić Wissels FC Groningen: '46 Granqvist Bacuna '46 Holla Veldmate '46 Hiariej Andersson '46 Tadić Kunst '46 Matavž Pedersen '67 Ivens Lachman '67 Kieftenbeld Menting                                              |  |
| - Wedstrijd in winterstop                                                   |                                                                                      |                | | |  |
|                                                                             |                                                                                      |                | | |  |

#### Statistieken
| Nr.    | Naam                                                    | Doelpunten | Gescoord met penalty |
| ------ | ------------------------------------------------------- | ---------- | -------------------- |
| 1.     | Nicklas Pedersen                                        | 8          | 0                    |
| 2.     | Andreas Granqvist                                       | 5          | 4                    |
| 3.     | Danny Menting Dušan Tadić Leandro Bacuna Gonzalo García | 4          | 0                    |
| 3.     | Tim Keurntjes                                           | 4          | 1                    |
| 8.     | 4 spelers                                               | 2          | 0                    |
| 8.     | 1 speler                                                | 2          | 1                    |
| 13.    | 2 spelers                                               | 1          | 0                    |
| Totaal | Totaal                                                  | 46         | 6                    |

| Nr.    | Naam                                                                    | Gele kaarten | Rode Kaarten | 2× geel in één wedstrijd |
| ------ | ----------------------------------------------------------------------- | ------------ | ------------ | ------------------------ |
| 1      | Andreas Granqvist Maikel Kieftenbeld                                    | 2            | 0            | 0                        |
| 3      | Leonard Nienhuis Koen van de Laak Shkodran Metaj Danny Post Tom Hiariej | 1            | 0            | 0                        |
| Totaal | Totaal                                                                  | 9            | 0            | 0                        |

### Eredivisie
| | |               |                                                                                      | |
| 8 augustus 2010 | FC Groningen                                                                                           | 2 - 2 (0 - 0) | Ajax                                                                                 | Opstelling FC Groningen: |
| Euroborg 22.050 toeschouwers (uitverkocht) Scheidsrechter: Nijhuis Speelronde 1 Nederlandse Eredivisie | Tadić 25' Luciano 31' Matavž 72' Pedersen 86'                                                          |               | 50', 62' El Hamdaoui 53' de Zeeuw 68' van der Wiel                                   | Luciano, Kieftenbeld, Ivens, Granqvist ('71 ), Stenman, van de Laak (), Sparv, Ajilore, Bacuna, Tadić, Pedersen Wissels FC Groningen: '59 Bacuna Matavž '71 van de Laak Enevoldsen '88 Pedersen Hiariej Rest bank: Nienhuis, García, Metaj, Veldmate |
| - Man of the Match (FCG): Dušan Tadić (52% van de stemmen) - Man of the Match (EL): Mounir El Hamdaoui (Ajax) Bijzonderheden: - Debuut voor: Dušan Tadić, Maikel Kieftenbeld en Jonas Ivens | |               |                                                                                      | |
| | |               |                                                                                      | |
| 14 augustus 2010 | AZ | 1 - 1 (0 - 0) | FC Groningen                                                                         | Opstelling FC Groningen: |
| AZ Stadion 16.004 toeschouwers Scheidsrechter: Blom Speelronde 2 Nederlandse Eredivisie | Moisander 30' Martens 87'                                                                              |               | 65' Tadić 76' Sparv                                                                  | Luciano; Kieftenbeld, Ivens, Granqvist (), Stenman; Ajilore, Pedersen, Sparv; Enevoldsen, Matavž, Tadić Wissels FC Groningen: '63 Enevoldsen van de Laak '72 Matavž Bacuna '90 Pedersen Hiariej Rest bank: van Loo, García, Metaj, Veldmate.         |
| - Man of the Match (EL): Luciano da Silva Bijzonderheden: - Eerste doelpunt Tim Sparv in dienst bij FC Groningen. | |               |                                                                                      | |
| | |               |                                                                                      | |
| 21 augustus 2010 | FC Groningen                                                                                           | 2 - 1 (2 - 0) | De Graafschap                                                                        | Opstelling FC Groningen: |
| Euroborg 21.552 toeschouwers (uitverkocht) Scheidsrechter: Liesveld Speelronde 3 Nederlandse Eredivisie | Granqvist 17' (pen.) Enevoldsen 32' Tadić 80'                                                          |               | 16' Saeijs 68' 71' Poepon                                                            | Luciano; Kieftenbeld, Ivens, Granqvist (), Stenman; Hiariej, Sparv; Enevoldsen, Pedersen, Tadić; Matavž Wissels FC Groningen: '77 Sparv Ajilore '77 Matavž Bacuna '82 Enevoldsen van de Laak Rest bank: van Loo, García, Metaj, Veldmate             |
| - Man of the Match (EL): Dušan Tadić - Man of the Match (FCG): Luciano da Silva | |               |                                                                                      | |
| | |               |                                                                                      | |
| 27 augustus 2010 | Willem II                                                                                              | 0 - 3 (0 - 1) | FC Groningen                                                                         | Opstelling FC Groningen: |
| Koning Willem II Stadion 10.000 toeschouwers Scheidsrechter: Bossen Speelronde 4 Nederlandse Eredivisie | van der Heijden 54'                                                                                    |               | 37' Hiariej 61' Sparv 64' Enevoldsen 67' Pedersen 72' Kieftenbeld                    | Luciano; Kieftenbeld, Ivens, Granqvist (), Stenman; Hiariej, Sparv; Enevoldsen, Pedersen, Tadić; Matavž Wissels FC Groningen: '60 Matavž Bacuna '70 Enevoldsen van de Laak '88 Sparv Metaj Rest bank: van Loo, García, Ajilore, Veldmate             |
| - Man of the Match (EL): Tom Hiariej | |               |                                                                                      | |
| | |               |                                                                                      | |
| 12 september 2010 | FC Groningen                                                                                           | 1 - 0 (0 - 0) | FC Utrecht                                                                           | Opstelling FC Groningen: |
| Euroborg 21.353 toeschouwers Scheidsrechter: Wegereef Speelronde 5 Nederlandse Eredivisie | Granqvist 85' (pen.)                                                                                   |               | 74' v. Wolfswinkel 80' Nesu 84' Silberbauer 89' Cornelisse                           | Luciano; Kieftenbeld, Ivens, Granqvist (), Stenman; Hiariej, Sparv; Enevoldsen, Bacuna, Tadić; Pedersen Wissels FC Groningen: '67 Bacuna Matavž '81 Enevoldsen van de Laak '90 Kieftenbeld Ajilore Rest bank: van Loo, García, Metaj, Veldmate       |
| - Man of the Match (EL): Andreas Granqvist - Man of the Match (FCG): Luciano da Silva | |               |                                                                                      | |
| | |               |                                                                                      | |
| 18 september 2010 | FC Groningen                                                                                           | 2 - 0 (0 - 0) | Excelsior                                                                            | Opstelling FC Groningen: |
| Euroborg 21.300 toeschouwers Scheidsrechter: Gözübüyük Speelronde 6 Nederlandse Eredivisie | Pedersen 52' Matavž 74'                                                                                |               |                                                                                      | Luciano; Kieftenbeld, Ivens, Granqvist (), Stenman; Hiariej, Sparv; Enevoldsen, Pedersen, Tadić; Matavž Wissels FC Groningen: '80 Pedersen Bacuna '87 Tadić van de Laak '90 Matavž García Rest bank: van Loo, Metaj, Ajilore, Lachman                |
| - Man of the Match (EL): Nicklas Pedersen - Man of the Match (FCG): Nicklas Pedersen Bijzonderheden: - FC Groningen speelde deze speelronde met een thuisshirt met een afwijkende shirtsponsor. Standaard sponsor Noordlease, heeft het shirt eenmalig beschikbaar gesteld voor de Stichting Doe een Wens. | |               |                                                                                      | |
| | |               |                                                                                      | |
| 22 september 2010 Haaglandia - FC Groningen, derde ronde KNVB bekertoernooi | |               |                                                                                      | |
| | |               |                                                                                      | |
| 25 september 2010 | PSV | 1 - 1 (0 - 0) | FC Groningen                                                                         | Opstelling FC Groningen: |
| Philips Stadion 35.000 toeschouwers Scheidsrechter: van Hulten Speelronde 7 Nederlandse Eredivisie | Toivonen 63'                                                                                           |               | 61' Pedersen 67' Kieftenbeld 86' van de Laak 88' García                              | Luciano; Kieftenbeld, Ivens, Granqvist (), Stenman; Hiariej, Sparv; Enevoldsen, Pedersen, Tadić; Matavž Wissels FC Groningen: '59 Enevoldsen Bacuna '70 Tadić García '74 Bacuna van de Laak Rest bank: van Loo, Lachman, Metaj, Veldmate             |
| - Man of the Match (EL): Wilfred Bouma (PSV) Bijzonderheden: Blessure voor Bacuna na een overtreding van Bouma | |               |                                                                                      | |
| | |               |                                                                                      | |
| 3 oktober 2010 | FC Twente                                                                                              | 4 - 2 (1 - 1) | FC Groningen                                                                         | Opstelling FC Groningen: |
| De Grolsch Veste 23.800 toeschouwers Scheidsrechter: Blom Speelronde 8 Nederlandse Eredivisie | Douglas 27' Ruiz 30', 49' (pen.) Janssen 58' 88' Janko 72'                                             |               | 28' (pen.) Granqvist 48' Tadić 68' Pedersen 71' Lachman 75' Matavž                   | Luciano; Kieftenbeld, Ivens, Granqvist (), Stenman; Hiariej, Sparv; van de Laak, Pedersen, Tadić; Matavž Wissels FC Groningen: '33 Hiariej Lachman '63 van de Laak García '76 Kieftenbeld Enevoldsen Rest bank: van Loo, Andersson, Metaj, Veldmate  |
| - Man of the Match (EL): Bryan Ruiz (FC Twente) Bijzonderheden: Blessure voor Hiariej 88' Pieter Huistra (trainer) na aanmerkingen op de leiding - Eerste nederlaag voor FC Groningen in het seizoen 2010/11 - Eerste keer sinds 9 januari 2009 dat Andersson terug is bij de A-selectie | |               |                                                                                      | |
| | |               |                                                                                      | |
| 17 oktober 2010 | FC Groningen                                                                                           | 1 - 0 (0 - 0) | sc Heerenveen                                                                        | Opstelling FC Groningen: |
| Euroborg 22.435 toeschouwers Scheidsrechter: van Boekel Speelronde 9 Nederlandse Eredivisie | 40' Kieftenbeld 46' Granqvist                                                                          |               |                                                                                      | Luciano; Kieftenbeld, Ivens, Granqvist (), Stenman; Hiariej, Sparv; Enevoldsen, Pedersen, Tadić; Matavž Wissels FC Groningen: '32 Hiariej Metaj '63 Metaj () Lachman '90 Matavž García Rest bank: van Loo, Andersson, van de Laak, Veldmate          |
| - Man of the Match (EL): Andreas Granqvist - Man of the Match (FCG): Maikel Kieftenbeld Bijzonderheden: Blessure Tom Hiariej Blessure Shkodran Metaj - Rentree Ron Jans (trainer) sinds zijn overgang naar sc Heerenveen | |               |                                                                                      | |
| | |               |                                                                                      | |
| 23 oktober 2010 | N.E.C.                                                                                                 | 3 - 2 (2 - 0) | FC Groningen                                                                         | Opstelling FC Groningen: |
| McDOS Goffertstadion 12.250 toeschouwers Scheidsrechter: Makkelie Speelronde 10 Nederlandse Eredivisie | Vleminckx 4', 12', 77' Schøne 8' Will 73'                                                              |               | 70' Enevoldsen 80' Stenman 90' Andersson                                             | Luciano; Kieftenbeld, Ivens, Granqvist (), Stenman; Holla, Sparv; Enevoldsen, Pedersen, Tadić; Matavž Wissels FC Groningen: '57 Holla García '83 Pedersen Andersson '88 Tadić van de Laak Rest bank: van Loo, Veldmate, Lachman, Bacuna              |
| - Man of the Match (EL): Björn Vleminckx (N.E.C.) Bijzonderheden: - Rentree Danny Holla na 6 maanden een blessure te hebben gehad. - Rentree Petter Andersson na 22 maanden een blessure te hebben gehad. - Eerste doelpunt Petter Andersson na 22 maanden blessureleed. | |               |                                                                                      | |
| | |               |                                                                                      | |
| 27 oktober 2010 | FC Groningen                                                                                           | 3 - 1 (0 - 1) | ADO Den Haag                                                                         | Opstelling FC Groningen: |
| Euroborg 22.000 toeschouwers (uitverkocht) Scheidsrechter: Haverkort Speelronde 11 Nederlandse Eredivisie | Ivens 47' Granqvist 58' García 63' van de Laak 89' Stenman 90+1'                                       |               | 12' Immers 17' Kum 33' Verhoek 76' Vicento                                           | Luciano; Kieftenbeld, Ivens, Granqvist (), Stenman; Holla, Sparv; Enevoldsen, García, Tadić; Matavž Wissels FC Groningen: '76 García Andersson '82 Tadić van de Laak '90+1 Holla Lachman Rest bank: van Loo, Veldmate, Pedersen, Bacuna              |
| - Man of the Match (EL): Andreas Granqvist - Man of the Match (FCG): n.n.b. Bijzonderheden: - Eerste eredivisie doelpunt Jonas Ivens | |               |                                                                                      | |
| | |               |                                                                                      | |
| 30 oktober 2010 | VVV-Venlo                                                                                              | 3 - 5 (1 - 2) | FC Groningen                                                                         | Opstelling FC Groningen: |
| Seacon Stadion - De Koel - 7.500 toeschouwers Scheidsrechter: Wiedemeijer Speelronde 12 Nederlandse Eredivisie | Tóth 12' Ahahaoui 50' (pen.) Leemans 54' Uchebo 86'                                                    |               | 8', 66' Matavž 27' 44' García 52' Sparv 55' (e.d.) de Regt 62' Holla 75' van de Laak | Luciano; Kieftenbeld, Ivens, Granqvist (), Stenman; Holla, Sparv; Enevoldsen, García, Tadić; Matavž Wissels FC Groningen: '70 Enevoldsen van de Laak '79 Holla Ajilore '84 García Bacuna Rest bank: van Loo, Veldmate, Lachman, Andersson            |
| - Man of the Match (EL): Gonzalo García Bijzonderheden: - Onterechte strafschop gegeven in de 50e minuut. Overtreding bevond zich buiten het strafschopgebied. | |               |                                                                                      | |
| | |               |                                                                                      | |
| 6 november 2010 | FC Groningen                                                                                           | 2 - 1 (2 - 1) | NAC Breda                                                                            | Opstelling FC Groningen: |
| Euroborg 22.000 toeschouwers (uitverkocht) Scheidsrechter: Kuipers Speelronde 13 Nederlandse Eredivisie | Granqvist 17' (pen.), 44' (pen.) Kieftenbeld 45+1' Enevoldsen 52'                                      |               | 2' (e.d.) Granqvist 16' Horváth 17' Ten Rouwelaar                                    | van Loo; Kieftenbeld, Ivens, Granqvist (), Stenman; Holla, Sparv; Enevoldsen, García, Tadić; Matavž Wissels FC Groningen: '76 García Andersson '82 Enevoldsen van de Laak '86 Tadić Bacuna Rest bank: Nienhuis, Veldmate, Lachman, Pedersen          |
| - Man of the Match (EL): Andreas Granqvist - Man of the Match (FCG): Gonzalo García | |               |                                                                                      | |
| | |               |                                                                                      | |
| 11 november 2010 FC Groningen - Ado Den Haag, vierde ronde KNVB bekertoernooi | |               |                                                                                      | |
| | |               |                                                                                      | |
| 14 november 2010 | Heracles Almelo                                                                                        | 3 - 0 (1 - 0) | FC Groningen                                                                         | Opstelling FC Groningen: |
| Polman Stadion 8.500 toeschouwers Scheidsrechter: Wegereef Speelronde 14 Nederlandse Eredivisie | Fledderus 11' Armenteros 41' Everton 72' Looms 84'                                                     |               | 6' Ivens 38' Granqvist                                                               | Luciano; Kieftenbeld, Ivens, Granqvist (), Stenman; Hiariej, Sparv; Enevoldsen, García, Tadić; Matavž Wissels FC Groningen: '58 Enevoldsen van de Laak '66 Tadić Andersson '71 Hiariej Bacuna Rest bank: van Loo, Veldmate, Lachman, Holla           |
| - Man of the Match (EL): Willy Overtoom (Heracles Almelo) Bijzonderheden: - Wedstrijd verplaatst wegens KNVB bekertoernooi | |               |                                                                                      | |
| | |               |                                                                                      | |
| 21 november 2010 | FC Groningen                                                                                           | 2 - 0 (1 - 0) | Feyenoord                                                                            | Opstelling FC Groningen: |
| Euroborg 21.000 toeschouwers Scheidsrechter: van Hulten Speelronde 15 Nederlandse Eredivisie | Granqvist 3' Matavž 13', 84'                                                                           |               |                                                                                      | Luciano; Kieftenbeld, Ivens, Granqvist (), Stenman; Hiariej, Sparv; van de Laak, García, Tadić; Matavž Wissels FC Groningen: '46 van de Laak Bacuna '69 García Holla '87 Hiariej Ajilore Rest bank: van Loo, Veldmate, Lachman, Enevoldsen           |
| - Man of the Match (EL): Tim Matavž - Man of the Match (FCG): Tim Matavž | |               |                                                                                      | |
| | |               |                                                                                      | |
| 27 november 2010 | Roda JC Kerkrade                                                                                       | 1 - 0 (1 - 0) | FC Groningen                                                                         | Opstelling FC Groningen: |
| Parkstad Limburg Stadion 13.850 toeschouwers Scheidsrechter: Braamhaar Speelronde 16 Nederlandse Eredivisie | de Fauw 22' Sutchuin 40' Vormer 75' Addo 91'                                                           |               | 24' Sparv                                                                            | Luciano; Kieftenbeld, Ivens, Granqvist (), Stenman; Hiariej, Sparv; van de Laak, Bacuna, Tadić; Matavž Wissels FC Groningen: '46 Hiariej Holla '71 van de Laak Enevoldsen '79 Bacuna Andersson Rest bank: van Loo, Veldmate, Lachman, Ajilore        |
| - Man of the Match (EL): Sutchuin | |               |                                                                                      | |
| | |               |                                                                                      | |
| 3 december 2010 | FC Groningen                                                                                           | 4 - 1 (0 - 0) | Vitesse                                                                              | Opstelling FC Groningen: |
| Euroborg 21.000 toeschouwers Scheidsrechter: Haverkort Speelronde 17 Nederlandse Eredivisie | Granqvist 53' (pen.) Kieftenbeld 62' Matavž 63' Andersson 66' Sparv 81'                                |               | 37' Rajković 53' Felixdaal 79' M. Pedersen                                           | Luciano; Kieftenbeld, Ivens, Granqvist (), Stenman; Holla, Sparv; van de Laak, Andersson, Tadić; Matavž Wissels FC Groningen: '9 van de Laak Enevoldsen '71 Holla Hiariej '84 Andersson Ajilore Rest bank: van Loo, Veldmate, Lachman, Bacuna        |
| - Man of the Match (EL): Petter Andersson - Man of the Match (FCG): Petter Andersson met 82% van de stemmen Bijzonderheden: - Eerste basisplaats Petter Andersson sinds januari 2008 - Koen van de Laak nadat zijn voet bleef steken in de bevroren grond. Hierdoor heeft hij zijn kruisband gescheurd en is hij voor de rest van het seizoen uitgeschakeld. - Vijfde gele kaart voor Maikel Kieftenbeld - De gevoelstemperatuur tijdens deze wedstrijd lag tussen de −15 en −20 graden Celsius. - Vier van de vijf doelpunten werden gescoord door Scandinaviërs; Twee Zweden, één Noor en één Fin. | |               |                                                                                      | |
| | |               |                                                                                      | |
| 12 december 2010 | FC Groningen                                                                                           | 2 - 0 (1 - 0) | AZ                                                                                   | Opstelling FC Groningen: |
| Euroborg 21.292 toeschouwers Scheidsrechter: Blom Wegereef ziek Speelronde 18 Nederlandse Eredivisie | Matavž 11', 90+3' 63' Holla Sparv 77'                                                                  |               | 16' Marcellis 60' Pellè 84' 89' Moreno                                               | Luciano; Lachman, Ivens, Granqvist (), Stenman; Holla, Sparv; García, Andersson, Tadić; Matavž Wissels FC Groningen: '62 Lachman Hiariej '71 García Ajilore '84 Andersson Veldmate Rest bank: van Loo, Pedersen, Metaj, Bacuna                       |
| - Man of the Match (EL): Tim Matavž - Man of the Match (FCG): Tim Matavž Bijzonderheden: - Maikel Kieftenbeld geschorst door zijn gele kaart in de voorgaande wedstrijd. - Rode kaart voor Tim Sparv na te hard doorgaan. (Drie wedstrijden geschorst) - Rode kaart voor Héctor Moreno na onsportief gedrag. (Twee wedstrijden geschorst) | |               |                                                                                      | |
| | |               |                                                                                      | |
| 18 december 2010 | Excelsior                                                                                              | 2 - 2 (0 - 2) | FC Groningen                                                                         | Opstelling FC Groningen: |
| Stadion Woudestein 3.045 toeschouwers Scheidsrechter: Nijhuis Speelronde 19 Nederlandse Eredivisie | 49' (pen.) Koolwijk 75' van Steensel 89' Bovenberg                                                     |               | 7' Tadić 29' (e.d.) Paauwe 72' Stenman 76' Ajilore                                   | Luciano; Kieftenbeld, Ivens, Granqvist (), Stenman; Holla, Ajilore; García, Andersson, Tadić; Matavž Wissels FC Groningen: '64 Holla Enevoldsen '68 Andersson Hiariej Rest bank: van Loo, Kunst, Lachman, Metaj, Bacuna                              |
| - Man of the Match (EL): Daan Bovenberg Bijzonderheden: - Tim Sparv geschorst door zijn rode kaart in de voorgaande wedstrijd. | |               |                                                                                      | |
| | |               |                                                                                      | |
| 23 december 2010 - 22 januari 2011: Winterstop | |               |                                                                                      | |
| | |               |                                                                                      | |
| 18 januari 2011 SC Genemuiden - FC Groningen, Achtste finale KNVB bekertoernooi Bijzonderheden: - Tim Sparv geschorst door zijn rode kaart in de wedstrijd tegen AZ. | |               |                                                                                      | |
| | |               |                                                                                      | |
| 23 januari 2011 | FC Groningen                                                                                           | 1 - 2 (1 - 1) | FC Twente                                                                            | Opstelling FC Groningen: |
| Euroborg 22.466 toeschouwers Scheidsrechter: Wegereef Speelronde 20 Nederlandse Eredivisie | Matavž 33' Holla 42' Ivens 84' Kieftenbeld 94'                                                         |               | 40', 81' 74' 84' Janko 19' Landzaat 43' Onyewu 91' Chadli                            | Luciano; Kieftenbeld, Ivens, Granqvist (), Stenman; Holla, Hiariej; García, Enevoldsen, Tadić; Matavž Wissels FC Groningen: '62 García Andersson '75 Hiariej Ajilore '84 Holla Pedersen Rest bank: van Loo, Lachman, Metaj, Bacuna                   |
| - Man of the Match (EL): Marc Janko (FC Twente) - Man of the Match (FCG): Tim Matavž Bijzonderheden: - Tim Sparv geschorst door zijn rode kaart in de wedstrijd tegen AZ. | |               |                                                                                      | |
| | |               |                                                                                      | |
| 30 januari 2011 | sc Heerenveen                                                                                          | 1 - 4 (0 - 2) | FC Groningen                                                                         | Opstelling FC Groningen: |
| Abe Lenstra Stadion 26.100 toeschouwers Scheidsrechter: Janssen Speelronde 21 Nederlandse Eredivisie | Väyrynen 60' Đuričić 68' Grindheim 75' Kruiswijk 85'                                                   |               | 13' Ivens 22' Granqvist 25' Matavž 43' Kieftenbeld 56', 90+4' Tadić                  | Luciano; Kieftenbeld, Ivens, Granqvist (), Stenman; Holla, Sparv; Pedersen, Enevoldsen, Tadić; Matavž Wissels FC Groningen: '65 Pedersen Andersson '79 Andersson Ajilore '89 Enevoldsen García Rest bank: van Loo, Veldmate, Metaj, Hiariej          |
| - Man of the Match (EL): Tim Matavž Bijzonderheden: - Supporters rijden in proteststoet naar Heerenveen vanwege de opgelegde autocombi. Ze worden hierin ondersteund door de clubleiding en de supportersverenigingen. - Blessure Petter Andersson na een botsing met een Heerenveen speler. | |               |                                                                                      | |
| | |               |                                                                                      | |
| 6 februari 2011 | FC Groningen                                                                                           | 7 - 1 (3 - 0) | Willem II                                                                            | Opstelling FC Groningen: |
| Euroborg 21.000 toeschouwers Scheidsrechter: Blom Speelronde 22 Nederlandse Eredivisie | Sparv 19' Granqvist 26' 51' Ivens 29' Stenman 33' Matavž 45', 55' (pen.), 71' Enevoldsen 74' Tadić 84' |               | 21' Biemans 52' (pen.) 58' Lasnik 54' Swinkels 59', 68' Pressel                      | Luciano; Hiariej, Ivens, Granqvist (), Stenman ('51 ); Holla, Sparv; Pedersen, Enevoldsen, Tadić; Matavž Wissels FC Groningen: '61 Pedersen Veldmate '73 Sparv Ajilore '77 Hiariej Lachman Rest bank: van Loo, Metaj, Bacuna, Mamedov                |
| - Man of the Match (EL): Tim Matavž - Man of the Match (FCG): n.n.b. Bijzonderheden: - Maikel Kieftenbeld geschorst door de zevende gele kaart, die hij ontving in de wedstrijd tegen sc Heerenveen - Andreas Granqvist na zijn doelpunt meerdere minuten van het veld geweest vanwege een hoofdwond. - Drie assist, bij de eerste drie doelpunten, door Dušan Tadić - Rode kaart voor Andreas Granqvist vanwege hands op de doellijn - Onterechte rode kaart voor Arjan Swinkels vanwege hands op de doellijn - Hattrick voor Tim Matavž                                                            | |               |                                                                                      | |
| | |               |                                                                                      | |
| 13 februari 2011 | De Graafschap                                                                                          | 1 - 1 (0 - 1) | FC Groningen                                                                         | Opstelling FC Groningen: |
| De Vijverberg 12.189 toeschouwers Scheidsrechter: Braamhaar Speelronde 23 Nederlandse Eredivisie | Poepon 26' 51' Loran 34'                                                                               |               | 32' Holla                                                                            | Luciano; Kieftenbeld, Ivens, Veldmate, Stenman (); Holla, Sparv; Pedersen, Enevoldsen, Tadić; Matavž Wissels FC Groningen: '76 Pedersen Andersson '84 Enevoldsen Ajilore '79 Tadić Bacuna Rest bank: van Loo, Metaj, Hiariej, Lachman                |
| - Man of the Match (EL): Rydell Poepon Bijzonderheden: - Andreas Granqvist geschorst vanwege zijn gele kaart in de voorgaande wedstrijd | |               |                                                                                      | |
| | |               |                                                                                      | |
| 20 februari 2011 | FC Groningen                                                                                           | 1 - 4 (0 - 1) | Roda JC Kerkrade                                                                     | Opstelling FC Groningen: |
| Euroborg 22.013 toeschouwers (uitverkocht) Scheidsrechter: Vink Speelronde 24 Nederlandse Eredivisie | Metaj 71' Granqvist '83 Pedersen 88'                                                                   |               | 15', 62', 71' 30' Junker 50' Hempte 69' de Fauw 91' Bodor                            | Luciano; Kieftenbeld, Ivens, Granqvist (), Stenman; Holla, Sparv; Andersson, Enevoldsen, Tadić; Pedersen Wissels FC Groningen: '16 Andersson Ajilore '46 Ajilore () Bacuna '46 Stenman Metaj Rest bank: van Loo, Veldmate, Hiariej, Mamedov          |
| - Man of the Match (EL): Mads Junker - Man of the Match (FCG): Maikel Kieftenbeld Bijzonderheden: - Blessure voor Andersson - Blessure voor Ajilore - Blessure voor Stenman - Hattrick voor Mads Junker | |               |                                                                                      | |
| | |               |                                                                                      | |
| 27 februari 2011 | Feyenoord                                                                                              | 5 - 1 (2 - 1) | FC Groningen                                                                         | Opstelling FC Groningen: |
| Stadion Feijenoord 46.000 toeschouwers Scheidsrechter: Bas Nijhuis Speelronde 25 Nederlandse Eredivisie | Wijnaldum 23', 31', 48' (pen), 83' (pen) Vlaar 87'                                                     |               | 47' Kieftenbeld 60' Holla 82' Bacuna 83' Stenman                                     | Luciano; Kieftenbeld, Ivens, Granqvist, Stenman; Holla, Sparv; Enevoldsen, Pedersen, Tadic; Matavz. Wissels FC Groningen: '63 Matavz Bacuna '74 Enevoldsen Garcia '74 Kieftenbeld Hiariej                                                            |
| - Man of the Match (EL): n.n.b. | |               |                                                                                      | |
| | |               |                                                                                      | |
| 6 maart 2011 | FC Groningen                                                                                           | 1 - 4         | Heracles Almelo                                                                      | Opstelling FC Groningen: |
| Euroborg 22.068 toeschouwers (uitverkocht) Scheidsrechter: Serdar Gözübüyük Speelronde 26 Nederlandse Eredivisie | Tadic 12' Granqvist 19' (pen.) Hiariej 50' Granqvist 69'                                               |               | 17' Quansah 42', 65' Everton 44', 89' Armenteros 77' Fledderus                       | Luciano; Lachman, Ivens, Granqvist, Stenman; Hiariej, Sparv; Enevoldsen, Bacuna, Tadic, Pedersen Wissels FC Groningen: '58 Hiariej Mamedov '75 Lachman Kieftenbeld '75 Enevoldsen Holla                                                              |
| - Man of the Match (EL): n.n.b. - Man of the Match (FCG): n.n.b. | |               |                                                                                      | |
| | |               |                                                                                      | |
| 13 maart 2011 | FC Utrecht                                                                                             | 1 - 0         | FC Groningen                                                                         | Opstelling FC Groningen: |
| Stadion Galgenwaard 20.090 toeschouwers Scheidsrechter: Ruud Bossen Speelronde 27 Nederlandse Eredivisie | Van Wolfswinkel 29' Demouge 60'                                                                        |               | 9' Hiariej 33' Holla                                                                 | Da Silva, Kieftenbeld, Ivens, Granqvist, Stenman, Holla, Sparv, Enevoldsen, Hiariej, Tadic, Bacuna Wissels FC Groningen: '72 Holla Mamedov '85 Bacuna Post                                                                                           |
| - Man of the Match (EL): n.n.b. | |               |                                                                                      | |
| | |               |                                                                                      | |
| 19 maart 2011 | NAC Breda                                                                                              | 0 - 1         | FC Groningen                                                                         | Opstelling FC Groningen: |
| Rat Verlegh Stadion 19.000 toeschouwers Scheidsrechter: Pieter Vink Speelronde 28 Nederlandse Eredivisie | Penders 80' Fehér 85'                                                                                  |               | 72' Granqvist 81' Ivens                                                              | Van Loo, Kieftenbeld, Ivens, Granqvist, Stenman, Hiariej, Sparv, Enevoldsen, Bacuna, Tadic, Pedersen Wissels FC Groningen: '90 Bacuna Ajilore '90 Pedersen Mamedov                                                                                   |
| - Man of the Match (EL): n.n.b. | |               |                                                                                      | |
| | |               |                                                                                      | |
| 3 april 2011 | FC Groningen                                                                                           | 3 - 2         | VVV-Venlo                                                                            | Opstelling FC Groningen: |
| Euroborg 22.078 toeschouwers (uitverkocht) Scheidsrechter: Ben Haverkort Speelronde 29 Nederlandse Eredivisie | Tadic 16' Granqvist 22' Pedersen 45' Kieftenbeld 81'                                                   |               | 28' Timisela 41' Vujicevic 59' Cullen 66' Boymans                                    | Van Loo; Kieftenbeld, Ivens, Granqvist, Stenman; Hiariej, Sparv; Enevoldsen, Bacuna, Tadic; Pedersen Wissels FC Groningen: '70 Bacuna Holla '77 Pedersen Matavz '88 Hiariej Ajilore                                                                  |
| - Man of the Match (EL): n.n.b. - Man of the Match (FCG): n.n.b. | |               |                                                                                      | |
| | |               |                                                                                      | |
| 10 april 2011 | AFC Ajax                                                                                               | 2 - 0         | FC Groningen                                                                         | Opstelling FC Groningen: |
| Amsterdam Arena 51.050 toeschouwers Scheidsrechter: Pol van Boekel Speelronde 30 Nederlandse Eredivisie | Sulejmani 69' Vertonghen 72'                                                                           |               | 66' Pedersen                                                                         | Van Loo, Hiariej, Ivens, Granqvist, Stenman, Holla, Sparv, Enevoldsen, Bacuna, Tadic, Pedersen Wissels FC Groningen: '59 Bacuna Matavz '82 Sparv Metaj '89 Pedersen Andersson                                                                        |
| - Man of the Match (EL): n.n.b. | |               |                                                                                      | |
| | |               |                                                                                      | |
| 17 april 2011 | Vitesse                                                                                                | 2 - 1         | FC Groningen                                                                         | Opstelling FC Groningen: |
| GelreDome 17.128 toeschouwers Scheidsrechter: Jeroen Sanders Speelronde 31 Nederlandse Eredivisie | Matic 56' Bony 72' 90' Kashia 81'                                                                      |               | 54' Pedersen 64' Holla 81' Sparv                                                     | Luciano, Hiariej, Ivens, Granqvist, Stenman, Holla; Sparv, Bacuna, Pedersen, Tadic, Matavz Wissels FC Groningen: '76 Tadic Enevoldsen '89 Holla Andersson '89 Pedersen Kieftenbeld                                                                   |
| - Man of the Match (EL): n.n.b. | |               |                                                                                      | |
| | |               |                                                                                      | |
| 22 april 2011 | FC Groningen                                                                                           | 3 - 1         | N.E.C.                                                                               | Opstelling FC Groningen: |
| Euroborg 22.073 toeschouwers Scheidsrechter: Reinold Wiedemeijer Speelronde 32 Nederlandse Eredivisie | Enevoldsen 21' Matavz 28' 89' Granqvist 51' Hiariej 59' Tadic 83'                                      |               | 25' Zimling 36' Zomer 68' Davids                                                     | Luciano; Kieftenbeld, Ivens, Granqvist, Stenman; Hiariej, Ajilore; Enevoldsen, Pedersen, Tadic; Matavz. Wissels FC Groningen: '66 Enevoldsen Andersson '80 Pedersen Bacuna '88 Hiariej Veldmate                                                      |
| - Man of the Match (EL): n.n.b. - Man of the Match (FCG): n.n.b. | |               |                                                                                      | |
| | |               |                                                                                      | |
| 1 mei 2011 | ADO Den Haag                                                                                           | 2 - 4         | FC Groningen                                                                         | Opstelling FC Groningen: |
| ADO Den Haag Stadion 14.800 toeschouwers (uitverkocht) Scheidsrechter: Pieter Vink Speelronde 33 Nederlandse Eredivisie | Bulykin 25', 42' (pen) Verhoek 58'                                                                     |               | 13', 52' Andersson 20' Sparv 29' Stenman 41' Veldmate 80' Enevoldsen 86' Hiariej     | Luciano; Kieftenbeld, Ivens, Veldmate, Stenman; Hiariej, Sparv; Enevoldsen, Andersson, Tadic; Bacuna. Wissels FC Groningen: '72 Andersson Van Dijk '82 Bacuna Ajilore '90 Tadic Mamedov                                                              |
| - Man of the Match (EL): n.n.b. | |               |                                                                                      | |
| | |               |                                                                                      | |
| 15 mei 2011 | FC Groningen                                                                                           | 0 - 0         | PSV                                                                                  | Opstelling FC Groningen: |
| Euroborg 22.152 toeschouwers (uitverkocht) Scheidsrechter: Eric Braamhaar Speelronde 34 Nederlandse Eredivisie | Enevoldsen 21' Hiariej 67' Sparv 69' Bacuna 82'                                                        |               | 77', 80' Hutchinson                                                                  | Luciano; Kieftenbeld, Ivens, Granqvist, Stenman; Hiariej, Sparv; Enevoldsen, Andersson, Tadic; Bacuna Wissels FC Groningen: '67 Enevoldsen Matavz '77 Andersson Van Dijk '89 Hiariej Mamedov                                                         |
| - Man of the Match (EL): n.n.b. - Man of the Match (FCG): n.n.b. | |               |                                                                                      | |

#### Statistieken
| Nr.    | Naam                             | Doelpunten | Gescoord met penalty |
| ------ | -------------------------------- | ---------- | -------------------- |
| 1.     | Tim Matavž                       | 16         | 1                    |
| 2.     | Andreas Granqvist                | 11         | 6                    |
| 3.     | Dušan Tadić                      | 7          | 0                    |
| 4.     | Thomas Enevoldsen                | 5          | 0                    |
|        | Nicklas Pedersen                 | 5          | 0                    |
| 6.     | Petter Andersson                 | 4          | 0                    |
| 7.     | Gonzalo García                   | 2          | 0                    |
|        | Koen van de Laak                 | 2          | 0                    |
|        | Tim Sparv                        | 2          | 0                    |
|        | Jonas Ivens                      | 2          | 0                    |
|        | Tom Hiariej                      | 2          | 0                    |
|        | Fredrik Stenman                  | 2          | 0                    |
|        | Danny Holla                      | 2          | 0                    |
|        | Eigen doelpunten (tegenstanders) | 3          | n.v.t.               |
| Totaal | Totaal                           | 65         | 7                    |

| Nr.    | Naam               | Gele kaarten | 2× geel in één wedstrijd | Rode kaarten |
| ------ | ------------------ | ------------ | ------------------------ | ------------ |
| 1.     | Maikel Kieftenbeld | 7            | 0                        | 0            |
| 2.     | Tim Sparv          | 4            | 0                        | 1            |
| 3.     | Dušan Tadić        | 4            | 0                        | 0            |
| 3.     | Andreas Granqvist  | 3            | 0                        | 1            |
| 5.     | Fredrik Stenman    | 3            | 0                        | 0            |
| 5.     | Danny Holla        | 3            | 0                        | 0            |
| 5.     | Jonas Ivens        | 3            | 0                        | 0            |
| 8.     | Nicklas Pedersen   | 2            | 0                        | 0            |
| 8.     | Gonzalo García     | 2            | 0                        | 0            |
| 10.    | Luciano da Silva   | 1            | 0                        | 0            |
| 10.    | Koen van de Laak   | 1            | 0                        | 0            |
| 10.    | Darryl Lachman     | 1            | 0                        | 0            |
| 10.    | Thomas Enevoldsen  | 1            | 0                        | 0            |
| 10.    | Oluwafemi Ajilore  | 1            | 0                        | 0            |
| Totaal | Totaal             | 35           | 0                        | 2            |

### Play-offs
|                                                                                              | |                                                                  | | |
| 19 mei 2011                                                                                  | Heracles Almelo                                                                                        | 3 - 2                                                            | FC Groningen                                                                                             | Opstelling FC Groningen: |
| Polmanstadion, Almelo 8.113 toeschouwers Scheidsrechter: Jan Wegereef Halve finale Play-Offs | Armenteros 6', 56' Douglas 15' Looms 56'                                                               |                                                                  | 17' Ivens 27', 86' Kieftenbeld 29' Stenman 35' Granqvist 57' Bacuna                                      | Luciano; Granqvist, Stenman, Ivens, Hiariej, Tadic, Bacuna, Kieftenbeld, Andersson, Sparv, Enevoldsen Wissels FC Groningen: '77 Andersson Ajilore '85 Hiariej Holla '90 Enevoldsen Veldmate   |
|                                                                                              | |                                                                  | | |
|                                                                                              | |                                                                  | | |
| 22 mei 2011                                                                                  | FC Groningen                                                                                           | 2 - 1                                                            | Heracles Almelo                                                                                          | Opstelling FC Groningen: |
| Euroborg 16.059 toeschouwers Scheidsrechter: Pol van Boekel Halve finale Play-Offs           | Ivens 23' Sparv 28', 76' Andersson 29' Ajilore 47' Enevoldsen 73'                                      |                                                                  | 76' Fledderus 79' Rienstra 87' Plet 88'Reekers                                                           | Luciano; Hiariej, Ivens, Granqvist, Stenman, Bacuna, Holla, Ajilore, Sparv, Tadic, Andersson Wissels FC Groningen: '60 Ajilore Enevoldsen '70 Hiariej Van Dijk '77 Andersson Veldmate         |
|                                                                                              | |                                                                  | | |
|                                                                                              | |                                                                  | | |
| 26 mei 2011                                                                                  | ADO Den Haag                                                                                           | 5 - 1                                                            | FC Groningen                                                                                             | Opstelling FC Groningen: |
| Kyocera Stadion, Den Haag 12.564 toeschouwers Scheidsrechter: Pieter Vink Finale Play-Offs   | Kum 19' Toornstra 21', 53', 72' Immers 67' Leeuwin 84'                                                 |                                                                  | 19' Ajilore 57' Van Dijk 64' Ivens                                                                       | Luciano; Kieftenbeld, Ivens, Granqvist, Stenman; Hiariej, Ajilore; Enevoldsen, Bacuna, Tadic, Andersson Wissels FC Groningen: '46 Kieftenbeld Van Dijk '70 Andersson Matavz '81 Ajilore Metaj |
|                                                                                              | |                                                                  | | |
|                                                                                              | |                                                                  | | |
| 29 mei 2011                                                                                  | FC Groningen                                                                                           | 5 - 1 (3-4 na strafschoppen)                                     | ADO Den Haag                                                                                             | Opstelling FC Groningen: |
| Euroborg 16.000 toeschouwers Scheidsrechter: Björn Kuipers Finale Play-Offs                  | Matavz 24' Hiariej 41' Van Dijk 50', 59' Bacuna 57' Matavz 89' Granqvist Enevoldsen Sparv Tadic Matavz | Strafschoppenserie (ADO Den Haag begon de serie) 1-1 2-2 3-3 3-4 | 37' Immers 75' Ammi 86' Verhoek 87' Kubik 88' Piqué 105' Derijck Immers Radosavljevic Bosschaart Verhoek | Van Loo; Van Dijk, Ivens, Granqvist, Stenman; Hiariej, Sparv; Bacuna, Andersson, Tadic; Matavz Wissels FC Groningen: '80 Hiariej Ajilore '88 Bacuna Mamedov '96 Van Dijk Enevoldsen           |
| - Door dit resultaat speelt FC Groningen geen Europees voetbal in het seizoen 2011/12        | |                                                                  | | |

### KNVB beker
| |                                                                              |                           |                                                                                 | |
| 22 september 2010 | Haaglandia                                                                   | 1 - 4 (1 - 1, 1 - 0) n.v. | FC Groningen                                                                    | Opstelling FC Groningen: |
| Rijswijk ca 1.500 toeschouwers Scheidsrechter: Janssen KNVB bekertoernooi 3e ronde | van Otterloo 4' Cameron 80'                                                  |                           | 70' Ivens 105' García 110' van de Laak 113' Matavž                              | Luciano; Kieftenbeld, Ivens, Granqvist (), Metaj; Hiariej, Sparv; Enevoldsen, Bacuna, Tadić; Matavž Wissels FC Groningen: '46 Bacuna García '75 Enevoldsen van de Laak '115 Hiariej Ajilore Rest bank: van Loo, Lachman, Kunst       |
| Bijzonderheden: - Eerste officiële doelpunt voor Jonas Ivens in dienst van FC Groningen |                                                                              |                           |                                                                                 | |
| |                                                                              |                           |                                                                                 | |
| 11 november 2010 | FC Groningen                                                                 | 1 - 1 (1 - 1, 0 - 0) n.v. | ADO Den Haag                                                                    | Opstelling FC Groningen: |
| Euroborg 16.161 toeschouwers Scheidsrechter: Blom KNVB bekertoernooi 4e ronde | Ivens 82' van de Laak 114' Granqvist Matavž Tadić Sparv van de Laak Bacuna   | Strafschoppen 5 - 4       | 62' Immers 78' Leeuwin 119' Kum Derijck Toornstra Immers Boelykin Leeuwin Kubík | Luciano; Kieftenbeld, Ivens, Granqvist (), Stenman; Holla, Sparv; Enevoldsen, García, Tadić; Matavž Wissels FC Groningen: '63 Holla Hiariej '73 García Bacuna '80 Enevoldsen van de Laak Rest bank: van Loo, Andersson, Metaj        |
| - Man of the Match: Leandro Bacuna |                                                                              |                           |                                                                                 | |
| |                                                                              |                           |                                                                                 | |
| 18 januari 2011 23 december 2010 afgelast | SC Genemuiden                                                                | 2 - 3 (1 - 2)             | FC Groningen                                                                    | Opstelling FC Groningen: |
| Sportpark de Wetering 3.500 toeschouwers Scheidsrechter: Gözübüyük KNVB bekertoernooi Achtste finales | Cornelia 22' Halfwerk 62' 74' Rotman 82'                                     |                           | 36' Hiariej 45', 62' Enevoldsen 81' García                                      | Luciano; Kieftenbeld, Ivens, Granqvist (), Stenman; Holla, Hiariej; Enevoldsen, García, Andersson; Pedersen Wissels FC Groningen: '75 Pedersen Matavž '75 Hiariej Ajilore '87 Kieftenbeld Bacuna Rest bank: van Loo, Veldmate, Metaj |
| Bijzonderheden: - Tim Sparv geschorst door zijn rode kaart in de wedstrijd tegen AZ - Door de overeenkomende kleuren van het thuisshirt van Genemuiden, speelde FC Groningen in het alternatieve uitshirt |                                                                              |                           |                                                                                 | |
| |                                                                              |                           |                                                                                 | |
| 26 januari 2011 | FC Utrecht                                                                   | 3 - 2 (2 - 1)             | FC Groningen                                                                    | Opstelling FC Groningen: |
| De Galgenwaard 10.400 toeschouwers Scheidsrechter: Kuipers KNVB bekertoernooi Kwartfinales | Wuytens 12' 47' Mertens 31' (pen.) Neşu 34' van der Maarel 79' Asare 54' 91' |                           | 18' Matavž 30' 48' (pen.) Granqvist 66' Enevoldsen                              | Luciano; Kieftenbeld, Ivens, Granqvist (), Stenman; Holla, Hiariej; Enevoldsen, García, Tadić; Matavž Wissels FC Groningen: '46 Ivens Sparv '46 García Pedersen '67 Enevoldsen Andersson Rest bank: van Loo, Ajilore, Lachman, Metaj |
| |                                                                              |                           |                                                                                 | |

#### Statistieken
| Nr.    | Naam              | Goal |
| ------ | ----------------- | ---- |
| 1.     | Jonas Ivens       | 2    |
| 1.     | Thomas Enevoldsen | 2    |
| 1.     | Tim Matavž        | 2    |
| 4.     | Gonzalo García    | 1    |
| 4.     | Koen van de Laak  | 1    |
| 4.     | Tom Hiariej       | 1    |
| 4.     | Granqvist         | 1    |
| Totaal | Totaal            | 10   |

| Nr.    | Naam              |   |   |   |
| ------ | ----------------- | - | - | - |
| 1.     | Koen van de Laak  | 1 | 0 | 0 |
| 1.     | Gonzalo García    | 1 | 0 | 0 |
| 1.     | Andreas Granqvist | 1 | 0 | 0 |
| 1.     | Thomas Enevoldsen | 1 | 0 | 0 |
| Totaal | Totaal            | 4 | 0 | 0 |

## Selectie en technische staf

### A-Selectie
| Rugnr. | Naam               | Nationaliteit | Positie                 | Contract |
| ------ | ------------------ | ------------- | ----------------------- | -------- |
| 1      | Brian van Loo      | Nederland     | Doelman                 | 2012     |
| 2      | Maikel Kieftenbeld | Nederland     | Middenvelder/Verdediger | 2014     |
| 3      | Jonas Ivens        | België        | Verdediger              | 2014     |
| 5      | Fredrik Stenman    | Zweden        | Verdediger              | 2011     |
| 6      | Danny Holla        | Nederland     | Middenvelder            | 2013     |
| 7      | Andreas Granqvist  | Zweden        | Verdediger              | 2012     |
| 8      | Tim Sparv          | Finland       | Middenvelder            | 2014     |
| 10     | Dušan Tadić        | Servië        | Middenvelder            | 2014     |
| 11     | Tim Matavž         | Slovenië      | Aanvaller               | 2013     |
| 12     | Leandro Bacuna     | Nederland     | Middenvelder            | 2013     |
| 13     | Koen van de Laak   | Nederland     | Middenvelder            | 2012     |
| 14     | Nicklas Pedersen   | Denemarken    | Aanvaller               | 2013     |
| 15     | Oluwafemi Ajilore  | Nigeria       | Middenvelder            | 2013     |
| 16     | Gonzalo García     | Spanje        | Middenvelder            | 2012     |
| 19     | Shkodran Metaj     | Nederland     | Middenvelder            | 2012     |
| 20     | Petter Andersson   | Zweden        | Middenvelder            | 2012     |
| 21     | Jeroen Veldmate    | Nederland     | Verdediger              | 2012     |
| 22     | Jorrit Kunst       | Nederland     | Verdediger              | 2011     |
| 23     | Thomas Enevoldsen  | Denemarken    | Middenvelder            | 2014     |
| 24     | Tom Hiariej        | Nederland     | Verdediger              | 2012     |
| 25     | Jeffrey Rijsdijk   | Nederland     | Middenvelder            | 2011     |
| 26     | Luciano Da Silva   | Brazilië      | Doelman                 | 2012     |
| 27     | Darryl Lachman     | Nederland     | Verdediger              | 2011     |

Statistieken bijgewerkt op: 08-08-2010 

### Nationaliteiten in selectie 2010 / 2011
| Nationaliteit     | Vlag van Nederland | Vlag van Zweden | Vlag van Denemarken | Vlag van België | Vlag van Finland | Vlag van Servië | Vlag van Slovenië | Vlag van Nigeria | Vlag van Spanje | Vlag van Brazilië | Totaal Spelers |
| ----------------- | ------------------ | --------------- | ------------------- | --------------- | ---------------- | --------------- | ----------------- | ---------------- | --------------- | ----------------- | -------------- |
| Selectie Spelers  | 11                 | 3               | 2                   | 1               | 1                | 1               | 1                 | 1                | 1               | 1                 | 23             |
| Verhuurde Spelers | 2                  | -               | -                   | -               | -                | -               | -                 | -                | -               | -                 | 2              |

### Lijst van A-internationals in huidige selectie
In deze lijst staan de internationals die recent geselecteerd zijn voor een A elftal van het nationale team.
| Land                       | Land       | Naam speler       | Int. | Goals | Positie      | Laatst opgeroepen           |
| -------------------------- | ---------- | ----------------- | ---- | ----- | ------------ | --------------------------- |
| Vlag van Zweden            | Zweden     | Fredrik Stenman   | 3    | 0     | Verdediger   | Cyprus, februari 2011       |
| Vlag van Zweden            | Zweden     | Andreas Granqvist | 10   | 2     | Verdediger   | Cyprus, februari 2011       |
| Vlag van Finland           | Finland    | Tim Sparv         | 14   | 0     | Middenvelder | België, februari 2011       |
| Vlag van Denemarken        | Denemarken | Thomas Enevoldsen | 9    | 1     | Middenvelder | Engeland, februari 2011     |
| Vlag van Denemarken        | Denemarken | Nicklas Pedersen  | 4    | 0     | Aanvaller    | Engeland, februari 2011     |
| Vlag van Slovenië          | Slovenië   | Tim Matavž        | 7    | 3     | Aanvaller    | Albanië, februari 2011      |
| Vlag van Nigeria           | Nigeria    | Oluwafemi Ajilore | 6    | 0     | Middenvelder | Sierra Leone, februari 2011 |
| Vlag van Servië            | Servië     | Dušan Tadić       | 2    | 0     | Aanvaller    | Onbekend                    |
| Bijgewerkt tot 05-02-2011. |            |                   |      |       |              |                             |

### Lijst van B-internationals in huidige selectie
In deze lijst staan de internationals die recent geselecteerd zijn voor een B elftal van het nationale team.
| Land                       | Land               | Naam speler        | Int. | Goals | Positie    | Laatst opgeroepen            |
| -------------------------- | ------------------ | ------------------ | ---- | ----- | ---------- | ---------------------------- |
| Vlag van Nederland         | Nederland onder 21 | Maikel Kieftenbeld | 3    | 0     | Verdediger | Jong Tsjechië, februari 2011 |
| Bijgewerkt tot 05-02-2011. |                    |                    |      |       |            |                              |

### Lijst van overige internationals
In deze lijst staan de internationals die eerder in het verleden door hun nationale team zijn opgeroepen.
| Land                       | Land               | Naam speler      | Int.     | Goals    | Positie      | Laatst opgeroepen           |
| -------------------------- | ------------------ | ---------------- | -------- | -------- | ------------ | --------------------------- |
| Vlag van Zweden            | Zweden             | Petter Andersson | 2        | 0        | Middenvelder | 2008                        |
| Vlag van Nederland         | Nederland onder 19 | Leandro Bacuna   | Onbekend | Onbekend | Middenvelder | 2009                        |
| Vlag van Servië            | Jong Servië        | Dušan Tadić      | 21       | 0        | Aanvaller    | Jong Cyprus, september 2010 |
| Bijgewerkt tot 05-02-2011. |                    |                  |          |          |              |                             |

### Staf
| Naam                | Geboortedatum | Functie                   |
| ------------------- | ------------- | ------------------------- |
| Pieter Huistra      | 18-01-1967    | Hoofdtrainer/coach        |
| Erwin van de Looi   | 25-02-1972    | assistent-trainer         |
| Ruud Hesp           | 31-10-1965    | Keeperstrainer            |
| Jan Arend Vredeveld | 02-05-1969    | Fysiekstrainer            |
| Theo Huizinga       | 11-02-1946    | Teammanager               |
| Frank Baarveld      | 31-01-1954    | Clubarts                  |
| Stijn de Bruijn     | 05-11-1980    | Sportarts                 |
| Erik Damhof         | 13-09-1967    | Sportfysiotherapeut       |
| Ton Rozema          | 07-06-1951    | Fysiotherapeut            |
| Henk Hagenauw       | 16-09-1955    | Verzorger                 |
| Jan Vijfschaft      | 17-05-1951    | Facilitaire ondersteuning |
| Henk Sikkema        | 04-12-1946    | Materiaalverzorger        |
| Anton Lubben        | 01-01-1946    | Materiaalverzorger        |
| Menco Huizinga      | 27-07-1944    | Beheerder spelershome     |

## Transfers

### Zomer

#### Aangetrokken
|                    | Speler             | Vorige club     | Transfersom                  | Contract tot |         |
|                    | Aankoop            | Aankoop         | Aankoop                      | Aankoop      | Aankoop |
| ------------------ | ------------------ | --------------- | ---------------------------- | ------------ | ------- |
| Vlag van Nederland | Maikel Kieftenbeld | Go Ahead Eagles | Niet officieel bekendgemaakt | medio 2014   |         |
| Vlag van België    | Jonas Ivens        | KV Mechelen     | Niet officieel bekendgemaakt | medio 2014   |         |
| Vlag van Servië    | Dušan Tadić        | FK Vojvodina    | € 1.100.000                  | medio 2013   |         |
|                    | Transfervrij       |                 |                              |              |         |
|                    | Geen               |                 |                              |              |         |
|                    | Terug van verhuur  |                 |                              |              |         |
| Vlag van Nederland | Michael Jansen     | Go Ahead Eagles | n.v.t.                       | medio 2011   |         |
| Vlag van Nederland | Shkodran Metaj     | RKC Waalwijk    | n.v.t.                       | medio 2012   |         |
| Vlag van Spanje    | Gonzalo García     | VVV-Venlo       | n.v.t.                       | medio 2012   |         |
| Vlag van Nederland | Jeroen Veldmate    | Helmond Sport   | n.v.t.                       | medio 2012   |         |

#### Vertrokken
|                     | Naam              | Naar               | Transfersom | Wed.     | Doelp.   |
|                     | Verkocht          | Verkocht           | Verkocht    | Verkocht | Verkocht |
| ------------------- | ----------------- | ------------------ | ----------- | -------- | -------- |
| Vlag van België     | Sepp de Roover    | SC Lokeren         | € 275.000   | 41       | 3        |
|                     | Transfervrij      |                    |             |          |          |
| Vlag van Nederland  | Theo Lucius       | FC Den Bosch       | n.v.t.      | 5        | 0        |
| Vlag van Nederland  | Gibril Sankoh     | FC Augsburg        | n.v.t.      | 150      | 0        |
| Vlag van Nederland  | Ondřej Švejdík    | n.n.b.             | n.v.t.      | onb      | onb      |
| Vlag van Servië     | Goran Lovre       | Barnsley           | n.v.t.      | 128      | 23       |
|                     | Einde huurperiode |                    |             |          |          |
| Vlag van Nederland  | Daley Blind       | AFC Ajax           | n.v.t.      | 16       | 0        |
| Vlag van Nederland  | Mike Zonneveld    | PSV                | n.v.t.      | 22       | 0        |
| Vlag van Denemarken | Morten Nordstrand | FC Kopenhagen      | n.v.t.      | 12       | 2        |
|                     | Verhuurd          |                    |             |          |          |
| Vlag van Nederland  | Serhat Koç        | Cambuur Leeuwarden | n.v.t.      | 5        | 0        |
| Vlag van Nederland  | Michael Jansen    | BV Veendam         | n.v.t.      | 2        | 0        |

### Winter

#### Aangetrokken
|                    | Speler            | Vorige club        | Transfersom | Contract tot | Rugnummer |
|                    | Aankoop           | Aankoop            | Aankoop     | Aankoop      | Aankoop   |
| ------------------ | ----------------- | ------------------ | ----------- | ------------ | --------- |
|                    | Geen              |                    |             |              |           |
|                    | Transfervrij      |                    |             |              |           |
| Vlag van Nederland | Norair Mamedov    | FC Groningen-jeugd | n.v.t.      | Medio 2014   | 45        |
|                    | Terug van verhuur |                    |             |              |           |
| Vlag van Nederland | Serhat Koç        | Cambuur Leeuwarden | n.v.t.      | Medio 2012   | n.v.t     |

#### Vertrokken
|                    | Naam              | Naar         | Transfersom | Wed.     | Doelp.   |
|                    | Verkocht          | Verkocht     | Verkocht    | Verkocht | Verkocht |
| ------------------ | ----------------- | ------------ | ----------- | -------- | -------- |
|                    | Geen              |              |             |          |          |
|                    | Transfervrij      |              |             |          |          |
|                    | Geen              |              |             |          |          |
|                    | Einde huurperiode |              |             |          |          |
|                    | Geen              |              |             |          |          |
|                    | Verhuurd          |              |             |          |          |
| Vlag van Nederland | Serhat Koç        | FC Eindhoven | n.v.t.      | 5        | 0        |

## Feiten en cijfers

### Feiten
- FC Groningen was na 7 speelronden nog ongeslagen
- FC Groningen was na zijn wedstrijd in speelronde 6 gedurende 18 uur koploper in de eredivisie
- FC Groningen zijn eerste nederlaag was op 3 oktober 2010 tegen FC Twente (4-2)
- Petter Andersson maakte in speelronde 8 zijn rentree op de bank tegen FC Twente, dit voor het eerst sinds 9 januari 2009
- In speelronde 10 maakten Danny Holla en Petter Andersson hun rentree in de wedstrijd tegen N.E.C.. Petter Andersson scoorde in z´n rentree de 3-2 tegen NEC.
- FC Groningen was na 18 speelronden nog thuis ongeslagen. De laatste wedstrijd die werd verloren was de thuiswedstrijd tegen Feyenoord in het seizoen 2009-2010.
- FC Groningen maakte onder de nieuwe coach, Pieter Huistra, de beste eerste seizoenshelft in de clubhistorie.
- Tim Sparv zorgde in speelronde 18 voor de eerste rode kaart van het seizoen.
- In speelronde 22 zorgde Groningen voor de grootste thuisoverwinning van het seizoen. Tegen Willem II werd het 7-1
- FC Groningen had 10 van de 11 thuiswedstrijden een uitverkocht stadion.

### Cijfers

#### Statistieken overall seizoen 2010 / 2011
- In dit overzicht zijn alle statistieken van alle gespeelde wedstrijden in het seizoen 2010 / 2011 verwerkt.

|                          | Vriendschappelijk | KNVB beker    | Eredivisie | Totaal    |
| ------------------------ | ----------------- | ------------- | ---------- | --------- |
| Wedstrijden              | 12 van 12         | 4 van 4       | 22 van 34  | 38 van 49 |
| Gewonnen                 | 7 van 12          | 3 van 4       | 13 van 34  | 22 van 49 |
| Gelijk                   | 1 van 12          | niet mogelijk | 4 van 34   | 5 van 49  |
| Verloren                 | 4 van 12          | 1 van 4       | 5 van 34   | 10 van 49 |
| Thuis                    | 0 van 0           | 1 van 1       | 12 van 17  | 13 van 18 |
| Uit                      | 12 van 12         | 3 van 3       | 10 van 17  | 24 van 32 |
| Gele kaarten             | 9                 | 4             | 35         | 48        |
| Rode kaarten             | 0                 | 0             | 2          | 2         |
| 2 × geel in 1 wedstrijd  | 0                 | 0             | 0          | 0         |
| Aantal wissels toegepast | 86                | 12            | 65         | 163       |
| Doelpunten voor          | 47                | 10            | 49         | 106       |
| Doelpunten tegen         | 17                | 7             | 28         | 51        |
| Doelsaldo                | +30               | +3            | +21        | +55       |
| De nul gehouden          | 4                 | 0             | 6          | 10        |
| Strafschoppen voor       | 6                 | 1             | 7          | 14        |
| Strafschoppen tegen      | 1                 | 1             | 4          | 6         |

#### Topscorers
| Nr.    | Naam               | Goal |
| ------ | ------------------ | ---- |
| 1.     | Nicklas Pedersen   | 8    |
| 2.     | Andreas Granqvist  | 5    |
| 3.     | Danny Menting *    | 4    |
| 3.     | Dušan Tadić        | 4    |
| 3.     | Leandro Bacuna     | 4    |
| 3.     | Gonzalo García     | 4    |
| 3.     | Tim Keurntjes *    | 4    |
| 8.     | Koen van de Laak   | 2    |
| 8.     | Maikel Kieftenbeld | 2    |
| 8.     | Shkodran Metaj     | 2    |
| 8.     | Thomas Enevoldsen  | 2    |
| 12.    | Jonas Ivens        | 1    |
| 12.    | Tim Matavž         | 1    |
| 12.    | Fredrik Stenman    | 1    |
| 12.    | Jeroen Veldmate    | 1    |
| 12.    | Oluwafemi Ajilore  | 1    |
| Totaal | Totaal             | 46   |

| Nr.    | Naam              | Goal |
| ------ | ----------------- | ---- |
| 1.     | Tim Matavž        | 16   |
| 2.     | Andreas Granqvist | 11   |
| 3.     | Dušan Tadić       | 4    |
| 3.     | Thomas Enevoldsen | 4    |
| 5.     | Nicklas Pedersen  | 3    |
| 6.     | Gonzalo García    | 2    |
| 6.     | Koen van de Laak  | 2    |
| 6.     | Tim Sparv         | 2    |
| 6.     | Petter Andersson  | 2    |
| 6.     | Jonas Ivens       | 2    |
| 11.    | Tom Hiariej       | 1    |
| 11.    | Fredrik Stenman   | 1    |
| Totaal | Totaal            | 47   |

| Nr.    | Naam              | Goal |
| ------ | ----------------- | ---- |
| 1.     | Jonas Ivens       | 2    |
| 1.     | Thomas Enevoldsen | 2    |
| 1.     | Tim Matavž        | 2    |
| 4.     | Gonzalo García    | 1    |
| 4.     | Koen van de Laak  | 1    |
| 4.     | Tom Hiariej       | 1    |
| 4.     | Andreas Granqvist | 1    |
| Totaal | Totaal            | 10   |

| Nr.    | Naam               | Goal |
| ------ | ------------------ | ---- |
| 1.     | Tim Matavž         | 18   |
| 2.     | Andreas Granqvist  | 15   |
| 3.     | Nicklas Pedersen   | 11   |
| 4.     | Thomas Enevoldsen  | 8    |
| 4.     | Dušan Tadić        | 8    |
| 6.     | Gonzalo García     | 7    |
| 7.     | Koen van de Laak   | 5    |
| 7.     | Jonas Ivens        | 5    |
| 9.     | Danny Menting *    | 4    |
| 9.     | Leandro Bacuna     | 4    |
| 9.     | Tim Keurntjes *    | 4    |
| 12.    | Tim Sparv          | 2    |
| 12.    | Petter Andersson   | 2    |
| 12.    | Maikel Kieftenbeld | 2    |
| 12.    | Shkodran Metaj     | 2    |
| 12.    | Tom Hiariej        | 2    |
| 12.    | Fredrik Stenman    | 2    |
| 18.    | Jeroen Veldmate    | 1    |
| 18.    | Oluwafemi Ajilore  | 1    |
| Totaal | Totaal             | 102  |

- (*) Speler van Jong FC Groningen

ADO Den Haag ·
Ajax ·
AZ ·
De Graafschap ·
Excelsior ·
Feyenoord ·
FC Groningen ·
sc Heerenveen ·
Heracles Almelo ·
NAC Breda ·
N.E.C. ·
PSV ·
Roda JC Kerkrade ·
FC Twente ·
FC Utrecht ·
Vitesse ·
VVV-Venlo ·
Willem II